# Beerwah, Queensland

Beerwah (uttalas beer-war) är ett samhälle på Sunshine Coast landsbygd i Queensland, Australien. Den är belägen norr om Glasshouse Mountains ungefär 80 km norr om Brisbane. Beerwah är ett växande innanlands samhälle, där den avlidne Steve Irwins Australia Zoo finns. Det finns transport som länkar till Brisbane och andra destination norrut via Beerwah railway station.